# Paloma (tema iconográfico)

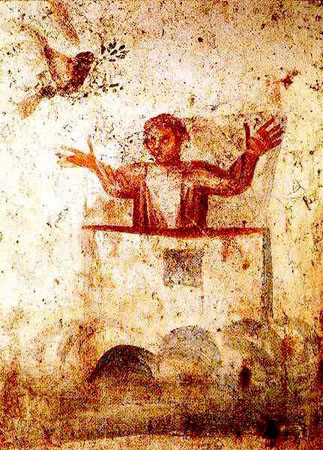
La paloma con la rama de olivo en el pico, símbolo de salvación.

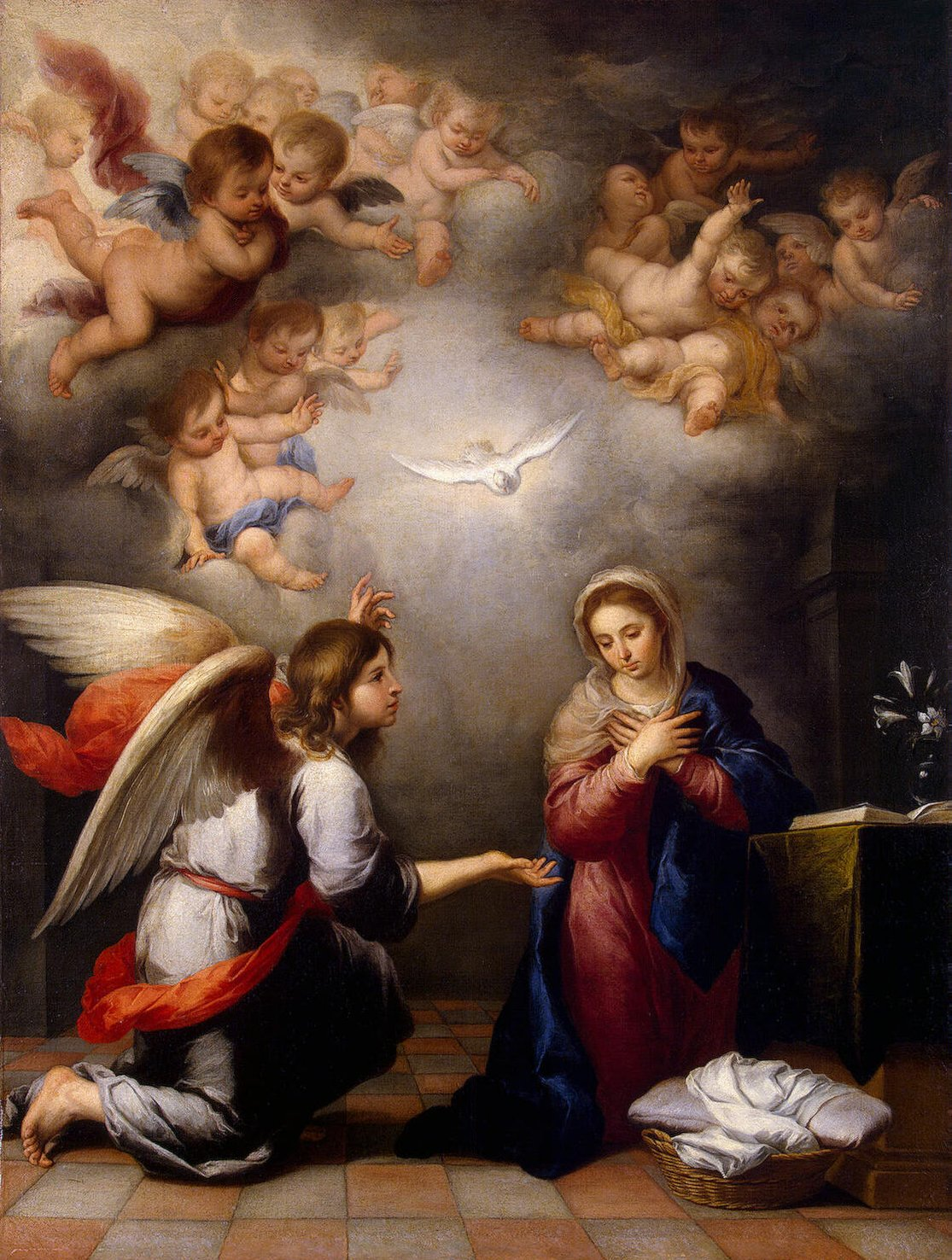
La paloma en la Anunciación que es símbolo del Espíritu Santo.

La paloma es un símbolo usado en representaciones antiguas y paleocristianas para denotar el deseo de un difunto pobre de espíritu y valores. 
Es un fenómeno propio del arte paleocristiano el que algunas figuras o imágenes usadas en contextos paganos fueran reutilizadas y potenciaran su significado al ser empleadas por los cristianos sobre todo en el arte funerario.
Con ese sentido inicial de vida beata deseada a los difuntos, es colocada sea sola (como mero símbolo) sea también en el contexto de una representación paradisíaca, a veces al lado de una figura de orante. En ocasiones representa a la misma alma del difunto (siguiendo una exégesis en boga durante el tiempo de los padres de la Iglesia) que llega al cielo gracias a la intervención de Jesús.
Es común también representar a la paloma con un ramo de olivo en su pico o entre sus patas. Es una mención al texto del libro del Génesis donde Noé suelta una paloma para verificar si existe algún lugar ya seco tras el diluvio. En este sentido, representa la esperanza o implica un mensaje de salvación. 
En la primera mitad del siglo III comienza a usarse también la paloma en las representaciones del Bautismo de Jesús, donde, siguiendo el texto evangélico, representa al Espíritu Santo. Esta identificación de la paloma con el Espíritu Santo será frecuente y se prolonga a lo largo de toda la historia del arte cristiano. 